# 마리아 (시칠리아)

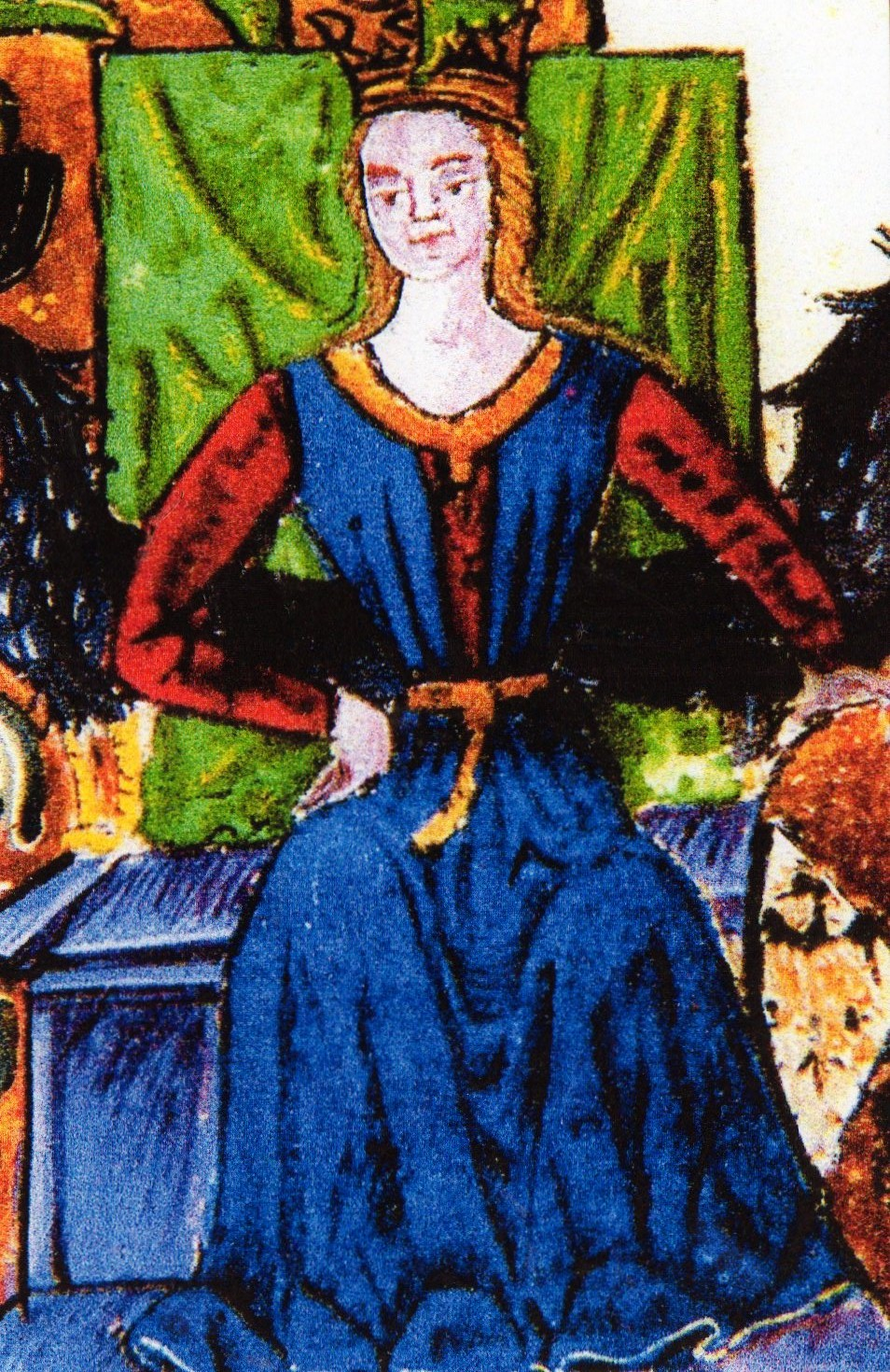
마리아

마리아 디 시칠리아(시칠리아어: Maria di Sicilia, 1363년 7월 2일 ~ 1401년 5월 25일)는 시칠리아 왕국의 여왕(재위: 1377년 7월 27일 ~ 1401년 5월 25일)이자 아테네와 네오파트리아 공작 부인이다. 시칠리아계 바르셀로나 방계가문의 시조 피디리쿠 2세(한때 시칠리아왕이었던 아라곤왕 차이메 2세(시칠리아의 자쿠무 1세)의 동생)이래로 시칠리아의 마지막 군주이다.
아버지는 피디리쿠 3세 루 심프리치이며 어머니는 콘스탄차 다라곤 왕녀이다. 남편은 아라곤 왕국의 왕 마르틴 1세 루마니스타(마리아의 외숙이자 8촌오빠)의 아들 마르틴(후의 마르티누 1세)이며 결혼(근친혼, 외가쪽으로 이종사촌간이자 부계로 9촌간) 후 마르틴과 공동 군주가 된다. 둘 사이에 페트루를 낳았으나 유아기에 요절하였으며 얼마 안되어서 마리아 사후 바르셀로나 종가출신 마르티누 1세는 시칠리아의 단독 군주가 된다.